# Zoltán Pollák
Zoltán Pollák (ur. 13 stycznia 1984 w Miszkolcu) – węgierski piłkarz, grający na pozycji obrońcy.

## Kariera
Grał w juniorach MTK Budapeszt. Seniorską karierę rozpoczynał w BFC Siófok oraz Kazincbarcikai SC, zaś w MTK zadebiutował w 2004 roku. W klubie tym grał do 2008 roku, rozgrywając w jego barwach 105 meczów ligowych. Następnie przeszedł do Újpestu, dla którego rozegrał 101 spotkań w lidze. Karierę kończył w 2015 roku w Szigetszentmiklósi TK.
Rozegrał dwa mecze w reprezentacji Węgier, strzelając jednego gola.

## Statystyki ligowe
| Sezon         | Klub                  | Liga   | Mecze | Gole |
| ------------- | --------------------- | ------ | ----- | ---- |
| 2003/2004 (j) | BFC Siófok            | NB II  | 17    | 1    |
| 2003/2004 (w) | Kazincbarcikai SC     | NB III | ?     | ?    |
| 2004/2005     | MTK Budapest FC       | NB I   | 28    | 1    |
| 2005/2006     | MTK Budapest FC       | NB I   | 23    | 0    |
| 2006/2007     | MTK Budapest FC       | NB I   | 26    | 0    |
| 2007/2008     | MTK Budapest FC       | NB I   | 26    | 2    |
| 2008/2009 (j) | MTK Budapest FC       | NB I   | 2     | 0    |
| 2008/2009     | Újpest FC             | NB I   | 21    | 2    |
| 2009/2010     | Újpest FC             | NB I   | 24    | 0    |
| 2010/2011     | Újpest FC             | NB I   | 26    | 0    |
| 2011/2012     | Újpest FC             | NB I   | 23    | 0    |
| 2012/2013     | Újpest FC             | NB I   | 7     | 0    |
| 2013/2014     | Szigetszentmiklósi TK | NB II  | 22    | 0    |
| 2014/2015     | Szigetszentmiklósi TK | NB II  | 24    | 0    |